# Franciszek Mamuszka
Franciszek Mamuszka byl polský vlastivědec, historik, kurátor sbírek, učitel a významný znalec Pomoří. Narodil se 4. února 1905 (Maniów, okres Dąbrowa, Malopolské vojvodství) a zemřel 6. října 1995 (Gdaňsk). Za svou činnost získal mnohá ocenění. Dne 19. července 1983 mu byl udělen titul čestného občana města Sopoty.

## Další informace
Je po něm pojmenována přímořská esplanáda Aleja Franciszka Mamuszki v Sopotech.

## Galerie

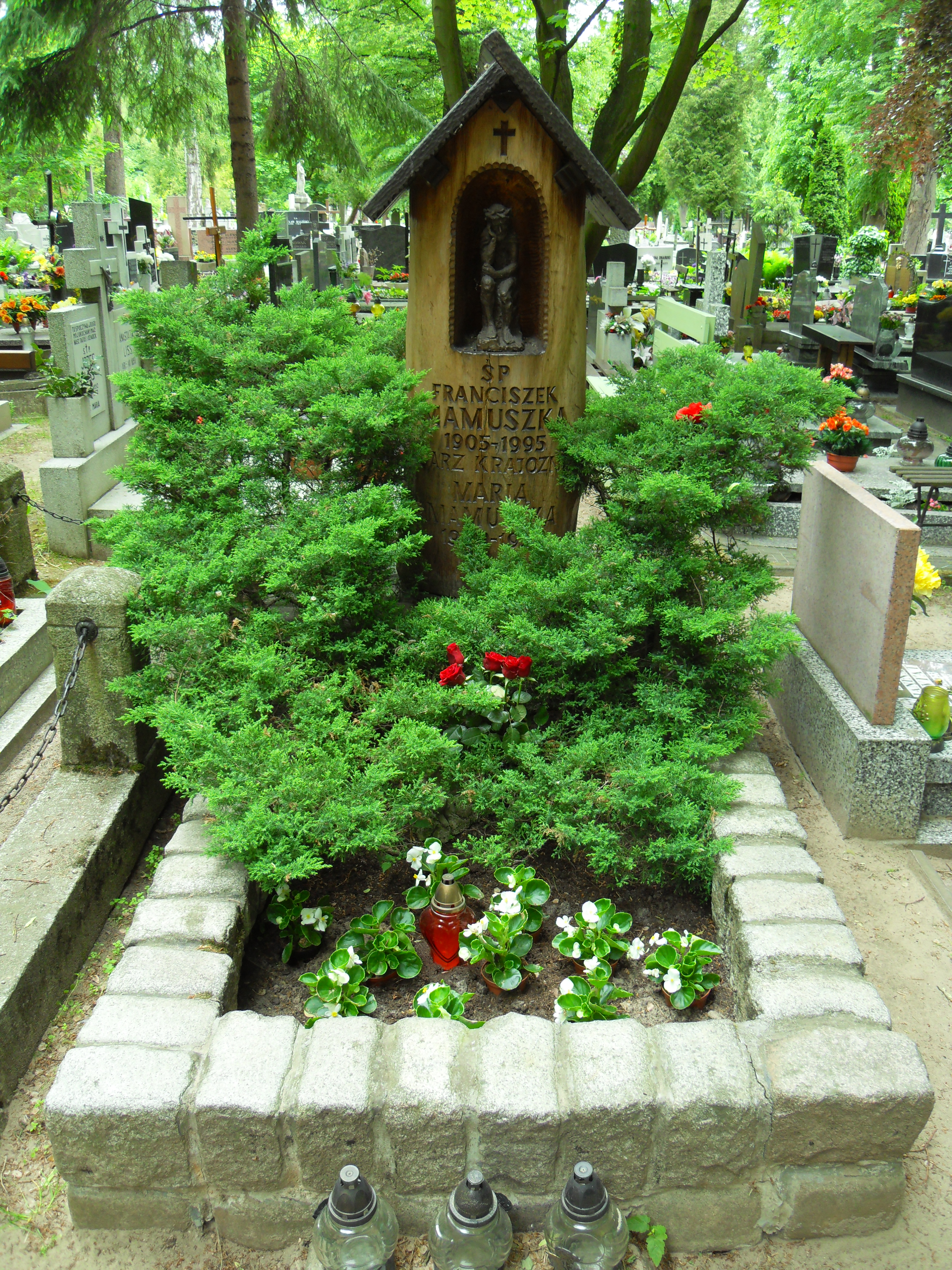
Hrob Franciszka Mamuszki v Oliwě v Gdaňsku
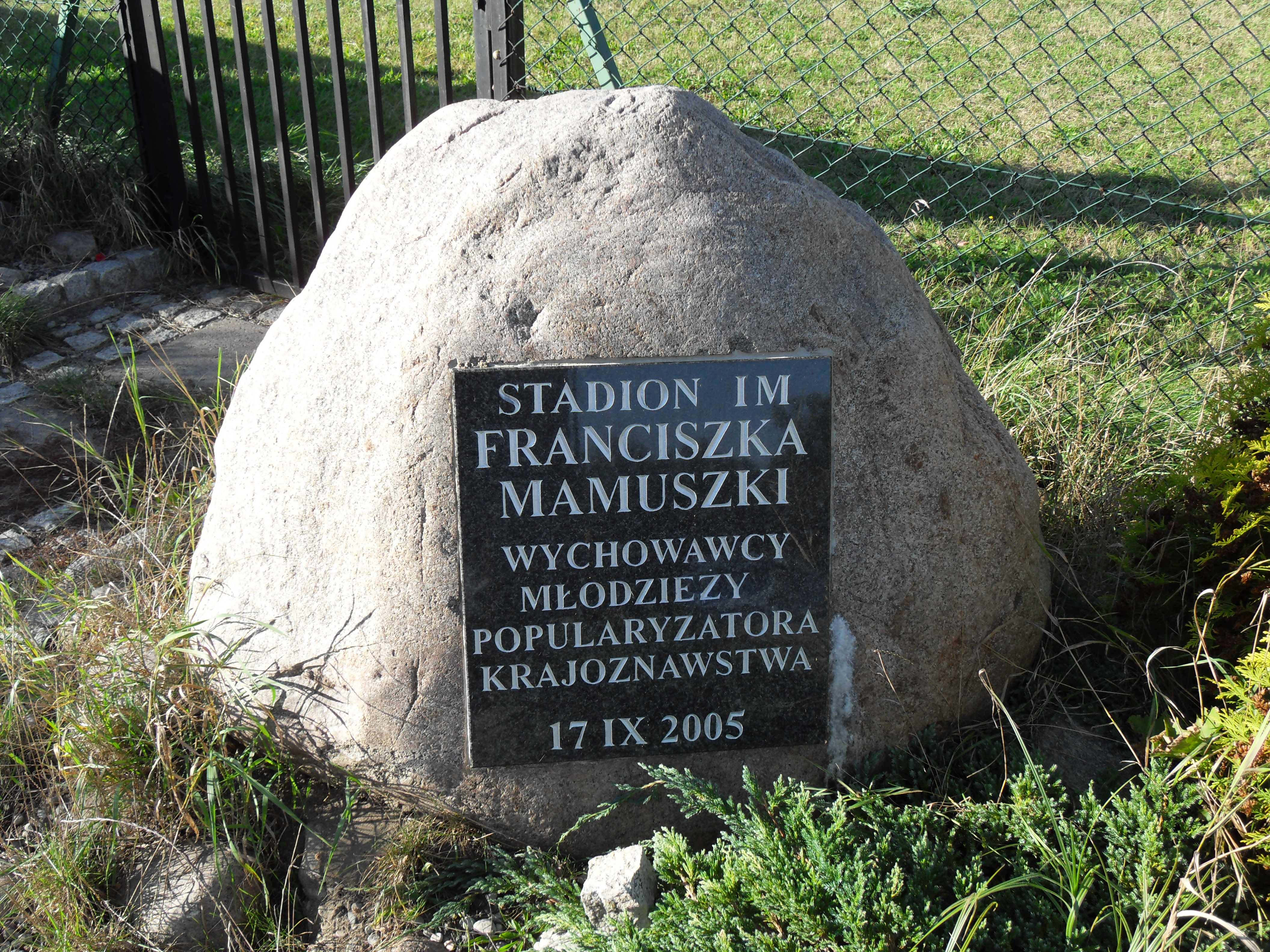